# Кириккиз (посёлок)
Кырккыз (каракалп. Qırqqız / Қырққыз, узб. Qirq qiz / Қирқ қиз), ранее Акшолак (каракалп. Aqsholaq / Ақшолақ, узб. Oqshoʻlaq / Оқшўлақ) — посёлок городского типа в Кунградском районе Каракалпакстана, Республики Узбекистан.
Статус посёлка городского типа с 1992 года.